# Wichian Buri (huyện)
Wichian Buri (tiếng Thái: วิเชียรบุรี) là một huyện (amphoe) ở phía nam của tỉnh Phetchabun, phía bắc Thái Lan.

## Lịch sử
Trước đây, khu vực Wichian Buri thuộc quản lý của Mueang Tha Rong. Vua Rama III đã nâng cấp thành phố Tha Rong bằng cách bổ sung Bua Chum và Chai Badan và đổi tên thành phố thành Wichian Buri. Khi vua Rama V lập Monthon Phetchabun, Wichian Buri thuộc Phetchabun năm 1898. Tên của huyện đã được đổi thành Tha Rong ngày 17 tháng 4 năm 1939, nhưng lại được đổi lại tên Wichian Buri năm 1944.

## Địa lý
Các huyện giáp ranh (từ phía bắc theo chiều kim đồng hồ) là Bueng Sam Phan của tỉnh Phetchabun, Phakdi Chumphon và Thep Sathit của tỉnh Chaiyaphum, Si Thep của Phetchabun, và Phaisali của tỉnh Nakhon Sawan.

## Hành chính
Huyện này được chia thành 14 phó huyện (tambon), các đơn vị này lại được chia ra thành 177 làng (muban). Có hai thị trấn (thesaban tambon) - Whichian Buri nằm trên một phần của the tambon Tha Rong và Sa Pradu, and Phu Toei nằm trên một phần của the tambon Phu Thoei. Có 14 Tổ chức hành chính tambon.
| 1.  | Tha Rong      | ท่าโรง   |  |
| 2.  | Sa Pradu      | สระประดู่ |  |
| 3.  | Sam Yaek      | สามแยก  |  |
| 4.  | Khok Prong    | โคกปรง  |  |
| 5.  | Nam Ron       | น้ำร้อน   |  |
| 6.  | Bo Rang       | บ่อรัง    |  |
| 7.  | Phu Toei      | พุเตย    |  |
| 8.  | Phu Kham      | พุขาม    |  |
| 9.  | Phu Nam Yot   | ภูน้ำหยด  |  |
| 10. | Sap Sombun    | ซับสมบูรณ์ |  |
| 11. | Bueng Krachap | บึงกระจับ |  |
| 12. | Wang Yai      | วังใหญ่   |  |
| 13. | Yang Sao      | ยางสาว  |  |
| 14. | Sap Noi       | ซับน้อย   |  |